# Melichthys vidua
Il pesce balestra con la coda rossa (Melichthys vidua (Richardson, 1845)) è un pesce d'acqua salata appartenente alla famiglia Balistidae proveniente dall'Indo-Pacifico.

## Alimentazione
Si nutre di alghe, pesci e invertebrati marini (molluschi, poriferi, crostacei).